# Freziera verrucosa
Freziera verrucosa là một loài thực vật có hoa trong họ Pentaphylacaceae. Loài này được (Hieron.) Kobuski mô tả khoa học đầu tiên năm 1938.